# Bahnhof Innichen

Der Bahnhof Innichen (italienisch Stazione di San Candido) im Osten Südtirols liegt an der Pustertalbahn und fungiert als Grenzbahnhof zwischen Italien und Österreich. Teilweise wird er auch als westlicher Endpunkt der von Österreich herüberführenden Drautalbahn betrachtet. 

## Lage
Der Bahnhof befindet sich auf 1176 m Höhe östlich vom Toblacher Sattel im Hochpustertal. Er liegt am westlichen Ortsrand von Innichen direkt an der SS 49. Die Entfernung zur Grenze zwischen Italien und Österreich im Osten beträgt 8,059 Kilometer.

## Geschichte
Der Bahnhof wurde 1871 zusammen mit den von der Südbahn-Gesellschaft vorangetriebenen Strecke von Maribor nach Franzensfeste in Betrieb genommen. Aus den 1920er, 1960er und 1980er Jahren stammen bauliche Ergänzungen durch die Ferrovie dello Stato, zu denen ein Wohnbau von Angiolo Mazzoni zählt. Zwischen 1985 und 1989 besorgten die Ferrovie dello Stato die Elektrifizierung der Strecke von Innichen westwärts bis Franzensfeste mit Gleichstrom (3 kV), die Österreichischen Bundesbahnen hingegen die Elektrifizierung des Abschnitts von Innichen ostwärts bis zum Bahnhof Lienz mit Einphasenwechselstrom (15 kV 16,7 Hz).
Da der Bahnhof etwas abseits des Dorfkerns liegt, steht das Projekt einer Verlegung Richtung Osten näher zum Ortszentrum im Raum. Ein entsprechender Masterplan wurde von den Südtiroler Transportstrukturen in Auftrag gegeben und 2013 vorgestellt.
Es gab auch mal einen Wendestern. Er ist jedoch abgebaut und nicht mehr erkennbar.

## Baulichkeiten
Das von Wilhelm von Flattich entworfene Aufnahmsgebäude ist im Mittelbau in Nagelfluh ausgeführt und weist Bossen aus Granit auf. Der zweigeschoßige Hauptflügel ist durch zwei eingeschoßige Anbauten ergänzt. Die Giebel sind in Holz gearbeitet. Ostseitig besteht eine geräumige Lagerhalle, westseitig eine sechseckige Wasserstation.
Seit 2004 stehen die genannten Bauten unter Denkmalschutz.

## Funktion
Betrieblich ist der Bahnhof Innichen als Zwischenbahnhof angelegt. Durch die Elektrifizierung der Strecke mit unterschiedlichen Bahnstromsystemen in den 1980er Jahren entstand im Bahnhof eine Systemtrennstelle zwischen dem italienischen und österreichischen Netz. Zunächst waren die einzigen durchgehenden elektrischen Züge die österreichischen Korridorzüge, bespannt von Lokomotiven der Reihe ÖBB 1822. Erst die Anschaffung von Mehrsystemtriebzügen der Baureihe Stadler Flirt durch das Land Südtirol im Jahr 2013 ermöglichte wieder einen durchgehenden regionalen Bahnbetrieb zwischen Süd- und Osttirol.
Der Bahnhof Innichen wird von Regionalzügen der Trenitalia und der SAD bedient.
Zum 17. Februar 2023 wurde der Bahnhof nach langjähriger Unterbrechung wieder durch an Wochenenden verkehrende InterCity Notte (von/nach Roma Termini) ans italienische Fernverkehrsnetz angeschlossen. Mit der baudedingten Sperrung der Pustertalbahn zwischen Franzenfeste und Bruneck entfiel diese Leistung ab Dezember 2024 wieder.